# Заячий заповідник
«Заячий заповідник» — радянський художній фільм 1973 року, знятий режисером Миколою Рашеєвим на Кіностудії ім. О. Довженка.

## Сюжет
Знищивши всіх зайців, співробітники заячого заповідника в очікуванні покарання раптом виявляють на його території фонтан мінеральної води і вирішують організувати її продаж.

## У ролях
- Ірина Соколова — Емма, дружина директора, співачка
- Наталія Боровкова — Анфіса, завгосп
- Євген Лебедєв — Іван Опанасович, директор заповідника
- Олександр Калягін — Сермягін, начальник фінансів
- Лев Дуров — Мазаєв, єгер
- Олександр Хочинський — Жора, шофер
- Олександр Потапов — Юра Заморозов, інженер
- Володимир Рецептер — ведучий

## Знімальна група
- Режисер — Микола Рашеєв
- Сценарист — Василь Решетников
- Оператор — Фелікс Гілевич
- Композитор — Володимир Дашкевич
- Художник — Віктор Мигулько